# 1999 en science
| Années de la science : 1996 - 1997 - 1998 - 1999 - 2000 - 2001 - 2002    |
| Décennies de la science : 1960 - 1970 - 1980 - 1990 - 2000 - 2010 - 2020 |

Cet article présente les faits marquants de l'année 1999 en science.

## Évènements
- 7 février : lancement de la sonde Stardust, depuis la base de Cap Canaveral en Floride[1].
- 21 mars : atterrissage de Breitling Orbiter 3 en Égypte après 19 jours, 21 heures et 47 minutes pour le premier tour du monde en ballon. Piloté par Bertrand Piccard et Brian Jones il est parti le 1er mars de Château-d'Œx en Suisse[2].
- 11 mai : naissance officielle de Aibo, le premier chien robot à vocation commerciale[3].

- Juillet : une étude scientifique menée par l'équipage du navire de Greenpeace Arctic Sunrise constate la fonte de 30 % de la banquise de l'Arctique depuis les années 1970[4].

- 30 septembre : grave accident nucléaire (niveau 5), à l'usine de fabrication de combustible de Tokaimura[5].

- 2 décembre : publication dans Nature du  premier décryptage du code génétique d'un chromosome humain, le chromosome 22 par une équipe de scientifiques de Cambridge[6].
- 10 décembre : premier vol commercial d'Ariane 5, au cours duquel est mis en orbite XMM, un télescope spatial de l'Agence spatiale européenne[7].

## Publications
- Henri Atlan : La fin du tout génétique ? Nouveaux paradigmes en biologie, INRA Editions, Paris, 1999
- Étienne-Émile Baulieu, Françoise Héritier, Henri Leridon : Contraception, contrainte ou liberté ?, Éditions Odile Jacob (1999)
- Yves Coppens : Le genou de Lucy : l'histoire de l'homme et l'histoire de son histoire, 1999, Éditions Odile Jacob,  (ISBN 978-2-7381-0334-5)
- Antonio Damasio : The Feeling of What Happens: Body and Emotion in the Making of Consciousness, 1999 (Le Sentiment même de soi : corps, émotions, conscience, Éditions Odile Jacob, Paris, 1999, 380 p.  (ISBN 978-2-7381-0738-1)).

## Prix
- Prix Nobel

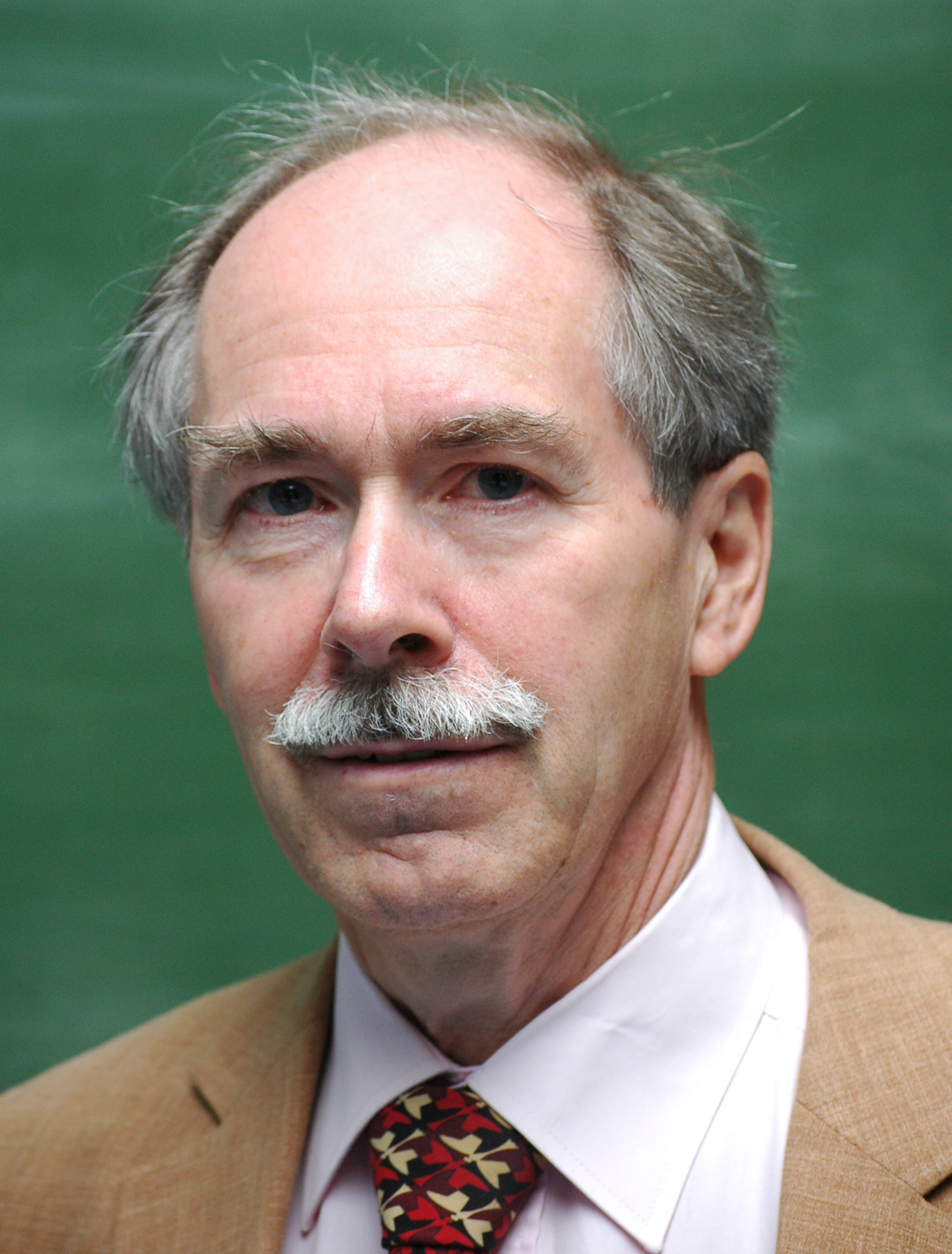
Gerard 't Hooft

  - Prix Nobel de physiologie ou médecine : Günter Blobel
  - Prix Nobel de physique : Gerard 't Hooft, Martinus J.G. Veltman
  - Prix Nobel de chimie : Ahmed H. Zewail

- Prix Lasker
  - Prix Albert-Lasker pour la recherche médicale fondamentale : Clay Armstrong, Bertil Hille, Roderick MacKinnon
  - Prix Albert-Lasker pour la recherche médicale clinique : David Cushman, Miguel Ondetti (en)

- Médailles de la Royal Society
  - Médaille Copley : John Maynard Smith
  - Médaille Davy : Malcolm H. Chisholm
  - Médaille Gabor : Adrian Bird
  - Médaille Hughes : Alexander Boksenberg
  - Médaille Leverhulme : Jack Baldwin
  - Médaille royale : John Frank Davidson, Patrick David Wall, Archibald Howie
- Médailles de la Geological Society of London
  - Médaille Lyell : Ernest Henry Rutter (de)
  - Médaille Murchison : David Gubbins
  - Médaille Wollaston : John Frederick Dewey

- Prix Jules-Janssen (astronomie) : Pierre Léna
- Prix Turing en informatique : Frederick P. Brooks, Jr.
- Médaille Bruce (Astronomie) : Geoffrey Burbidge
- Médaille Linnéenne : Philip Tomlinson et Quentin Bone
- Médaille d'or du CNRS : Jean-Claude Risset

## Décès

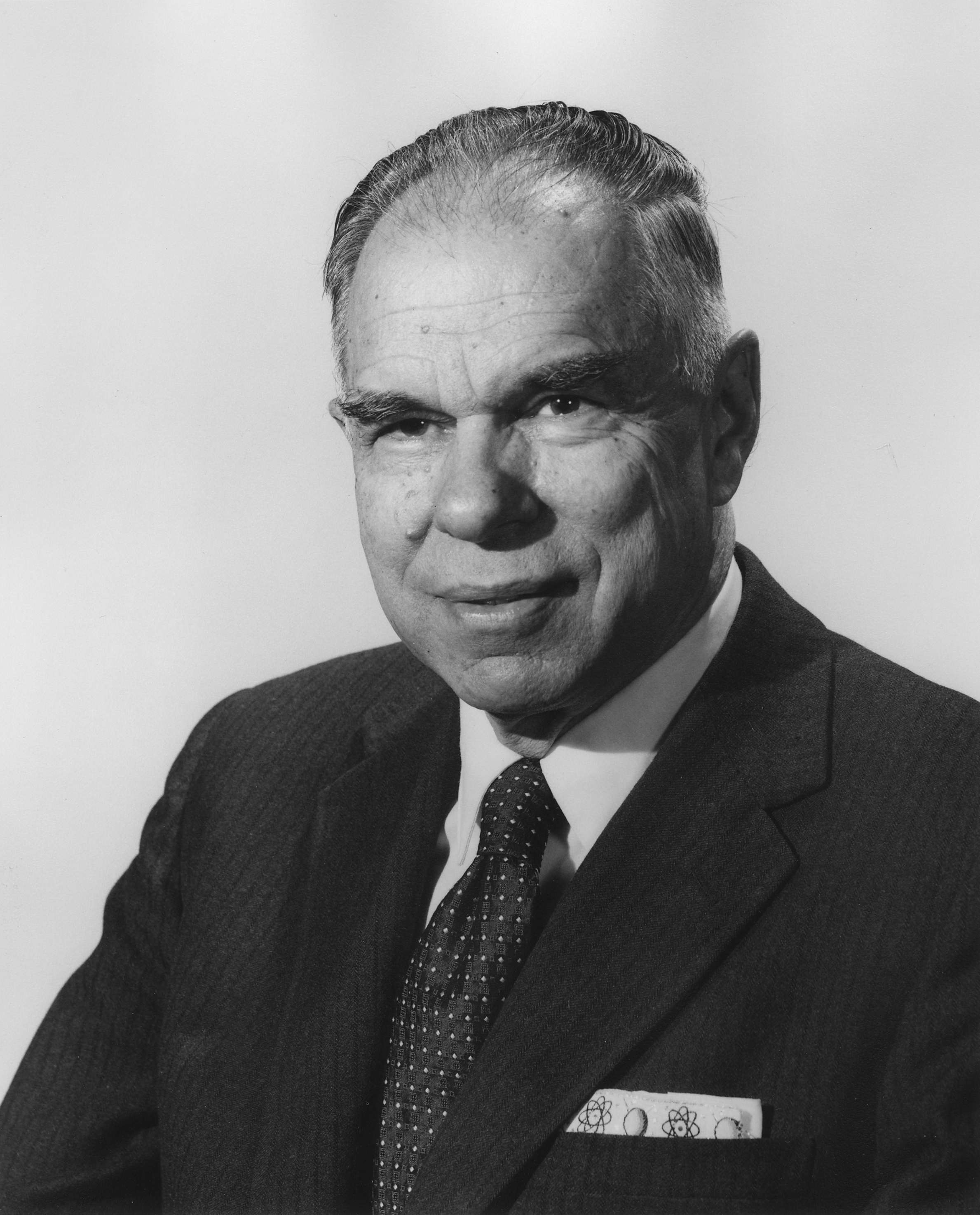
Glenn Theodore Seaborg

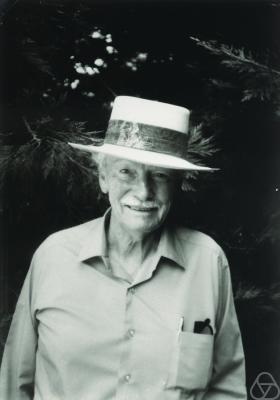
Ivan Niven

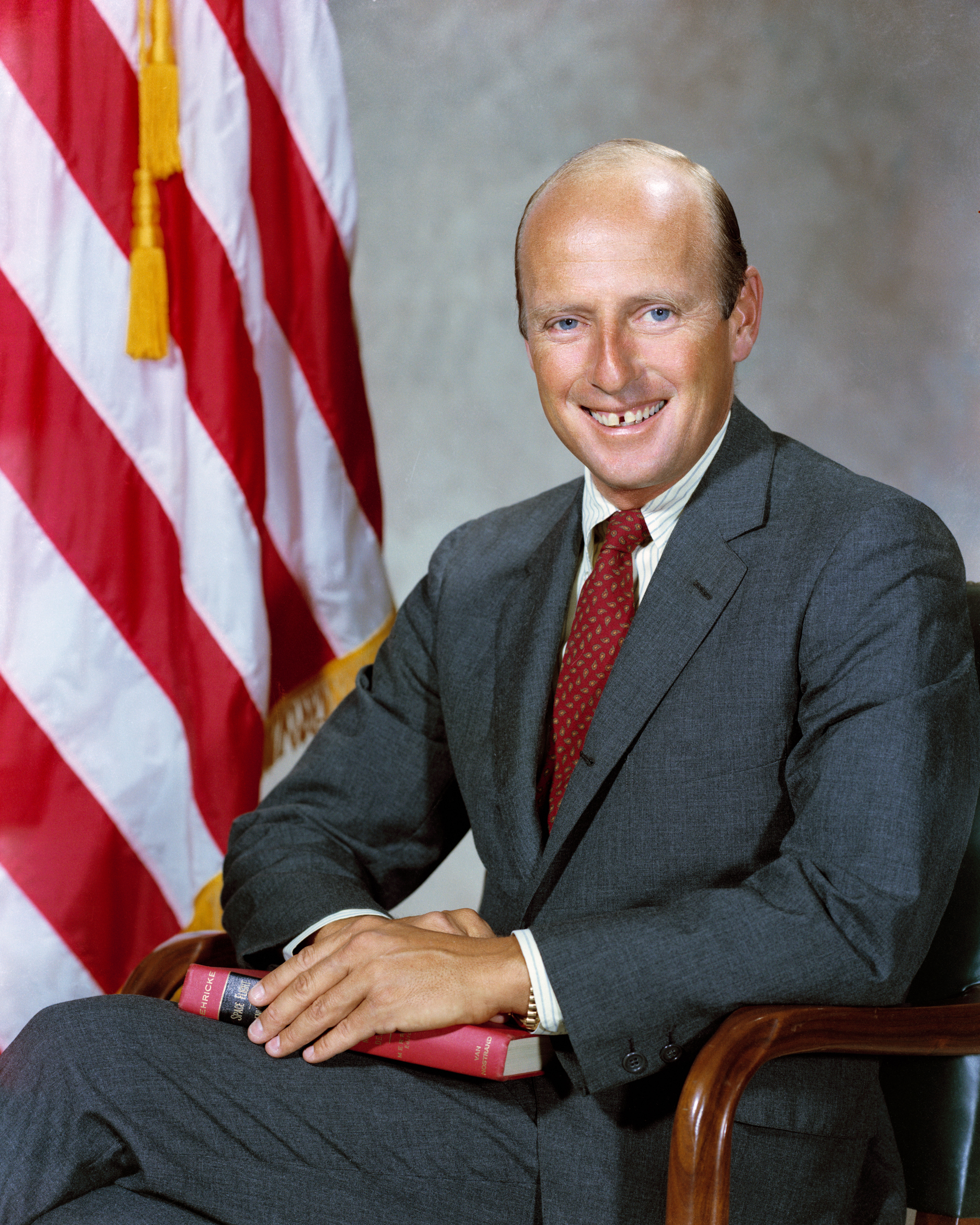
Charles Conrad

- 15 février : Henry Way Kendall (né en 1926), physicien américain, prix Nobel de physique en 1990.
- 21 février :
  - Gertrude Elion (née en 1918), pharmacologue et biochimiste américaine, prix Nobel de physiologie ou médecine en 1988.
  - Hideo Itokawa (né en 1912), ingénieur astronautique japonais.
- 25 février : Glenn Theodore Seaborg (né en 1912), physicien américain, prix Nobel de chimie en 1951.
- 26 février : Jean Coulomb (né en 1904), géophysicien français.

- 3 mars : Gerhard Herzberg (né en 1904), physicien et chimiste canadien, prix Nobel de chimie en 1971.
- 7 mars : Sidney Gottlieb (né en 1918), psychiatre militaire et chimiste de l'armée américaine.
- 15 mars : Maurice Coumétou (né en 1904), médecin, psychologue et statisticien français.
- 31 mars : Youri Knorozov (né en 1922), linguiste, épigraphe et ethnographe russe.

- 25 avril : William McCrea (né en 1904), astronome et mathématicien britannique.
- 28 avril : Arthur Leonard Schawlow (né en 1921), physicien américain, prix Nobel de physique en 1981.
- 6 mai : Georgette Soustelle (née en 1909), ethnologue française.
- 13 mai : Roy Crowson (né en 1914), entomologiste britannique.

- 3 juin : Jacques Demaret (né en 1943), astrophysicien.

- 3 juillet : Pelagueïa Poloubarinova-Kotchina (née en 1899), mathématicienne et historienne des mathématiques russe.
- 8 juillet : Charles Conrad (né en 1930), astronaute américain.
- 27 juillet : Aleksandr Aleksandrov (né en 1912), mathématicien, physicien et philosophe russe.

- 9 août : Emeline Hill Richardson (née en 1910), archéologue américaine.

- 9 septembre : Bernard Edeine (né en 1908), ethnologue et archéologue français.
- 18 septembre : Viktor Safronov (né en 1917), astrophysicien russe.

- 2 octobre : Édouard Boureau (né en 1913), paléobotaniste français.
- 7 octobre : David Albert Huffman (né en 1925), informaticien américain.
- 11 octobre : Colette Picard (née en 1913), historienne et archéologue française.
- 30 octobre : Peter William Francis (né en 1944), volcanologue anglais.

- 2 novembre : Milan Antal (né en 1935), astronome slovaque.
- 8 novembre : Iouri Malychev (né en 1941), cosmonaute soviétique.
- 13 novembre : Germaine Dieterlen (née en 1903), ethnologue française.
- 16 novembre : Daniel Nathans (né en 1928), microbiologiste américain, prix Nobel de physiologie ou médecine en 1978.
- 25 novembre : Pierre Bézier (né en 1910), ingénieur en mécanique et en électricité français.
- 26 novembre : Ashley Montagu (né en 1905), anthropologue et humaniste anglais.

- 4 décembre : Alick Donald Walker (né en 1925), paléontologue britannique.
- 22 décembre : Faustino Cordón (né en 1909), biochimiste espagnol.
- 26 décembre : Vitold Belevitch (né en 1921), mathématicien et ingénieur électricien belge d'origine russe.

- Louis Boyer (né en 1901), astronome français.